# 李仁任
李仁任（：／ Yi In-im，？—1388年），號勝巖，本贯星州，高丽王朝末期权臣。李仁任是李成桂最大的政敵，為辛旽的門生。恭愍王在位期間，他曾打敗紅巾軍以及元朝的侵略。王禑繼位後，他成為攝政者，官至守门下侍中。執政期間奉行親元政策。1387年，在與崔瑩、李成桂的政治鬥爭中失勢，翌年被流放並死於流放地。死後諡號文肃。

## 生平
星山君李兆年之孙，李仁復的弟弟，荫补典客寺丞。恭愍王七年（1358年），从典法总郎升为左副承宣。八年（1359年），红巾军攻陷义州，恭愍王以李仁任为西京存抚使，防备红巾军的进攻。红巾军平定后，赐二等功臣。十一年（1362年），与诸将共同收复開京，又赐一等功臣。十二年（1363年），元朝试图册立德兴君为高丽国王，恭愍王以李仁任为西北面都巡问使，兼任平壤尹，调度军粮。十四年（1365年），恭愍王以李仁任为三司右使，转任都佥议赞成事，赐号“纯诚同德辅理功臣”，升为左侍中。迎合恭愍王大兴土木祭祀王后的意愿，导致高丽国力衰竭。
恭愍王二十三年（1374年），李仁任被短暂免职，不久又继续担任守门下侍中，封广平府院君。同年，恭愍王被弒殺，李仁任力排众议，立恭愍王年幼的儿子王禑为王，得到独揽朝政的权力。为了避免明朝兴师问罪，李仁任采取亲北元的政策。李仁任执政期间，卖官鬻爵，贪赃枉法，又好虚名，喜欢施人以小恩小惠，为时人所讥讽。高丽国库虽然亏空，但李仁任却是田地奴仆遍布各地，门生故旧遍布朝野。王禑十二年（1386年），升任侍中，次年告老还乡。十四年（1388年），被流放到京山府，亲戚子弟全部免职流放甚至处以极刑。王昌元年（1388年），左侍中曹敏修请求召回李仁任，但李仁任已病死流放地。百姓本来害怕他继续执政乱国，听说他已经死了，都欢呼雀跃说：“人杀不了他，老天都要收拾他！”后又禁锢其子孙不得做官。恭让王即位，命夷平其宅邸。
明朝长期误以为李仁任是李成桂之父，并将其写入《大明会典》中。朝鲜王朝曾多次派人出使明朝，要求对《大明会典》进行更正，是为宗系辨誣。1588年，明朝终于将《大明会典》中李成桂之父更正为李子春。